# Belle Starr (film)
Pour la personnalité initiale, voir Belle Starr.
Pour plus de détails, voir Fiche technique et Distribution.
Belle Starr (titre original : Il mio corpo per un poker) est un western spaghetti italien de Piero Cristofani et Lina Wertmüller crédités sous les pseudonymes de Nathan Wich et George Brown, sorti en 1968.

## Synopsis
Dans un saloon, Belle Starr, une jolie rousse, dispute une partie de poker avec le dangereux hors-la-loi Larry Blackie. Alors qu'elle a tout perdu durant le jeu, le bandit lui propose de troquer tous ses gains contre une nuit d'amour avec lui. Belle accepte, perd volontairement pour ainsi succomber à la tentation. Pendant leur nuit commune, Blackie apprend que Belle s'appelle en réalité Isabelle Shelley et qu'elle est une criminelle recherchée comme lui.
Elle lui raconte notamment son histoire personnelle : lorsqu'elle était jeune, son oncle violent a tué ses parents sous ses yeux et il voulait qu'elle lui soit soumise. Elle était amie avec le bandit Cole Harvey, dont elle était amoureuse. Elle vola son pistolet pour abattre son oncle mais Harvey la sauva de ses griffes et le tua à sa place. Fascinée par son arme à feu, elle tenta de la voler une seconde fois mais il se réveilla brusquement, tenta de la violer avant d'être abattu par un Indien, un ami de Belle qui fut jadis fouetté par son oncle. Dès lors, Belle a toujours ressenti un certain mépris des hommes.
Après leur nuit d'amour, tour à tour, les deux tourtereaux deviennent amants puis rivaux. Lorsqu'il lui propose de participer à un vol de diamants, Belle, dégoûtée d'être sous les ordres d'un homme, préfère le doubler en les dérobant avant lui. Mais lorsqu'elle forme un gang pour le casse, elle ignore que Blackie a infiltré ses hommes dans sa bande pour qu'ils s'emparent des précieux cailloux. Quand elle apprend que Blackie est en danger à cause d'elle, Belle part à son secours...

## Fiche technique
- Titre original italien : Il mio corpo per un poker ou The Belle Starr Story
- Titre français : Belle Starr[1]
- Réalisation : Lina Wertmüller (sous le nom de « Nathan Wich »)
- Scénario : Piero Cristofani d'après une histoire de Piero Cristofani et Lina Wertmüller
- Photographie : Alessandro D'Eva (it)
- Montage : Renato Cinquini (it)
- Musique : Charles Dumont
- Costumes : Herta Swartz Scavolini
- Décors : Giorgio Giovannini
- Maquillage : Massimo De Rossi (it)
- Production : Oscar Righini, Gianni Varsi
- Sociétés de production : Eureka Films, Mercurfin Italiana, United Productions International
- Pays de production :  Italie
- Langue originale : italien
- Format : Couleur par Technicolor - Son mono - 35 mm
- Genre : Western spaghetti
- Durée : 103 minutes
- Date de sortie :
  - Italie : 15 mars 1968
  - France : 5 avril 1973

## Distribution
- Elsa Martinelli (VF : Perrette Pradier) : Belle Starr / Isabelle Shelley
- Robert Woods (VF : Michel Barbey) : Cole Harvey
- George Eastman (VF : Marc Moro) : Larry Blackie
- Francesca Righini (VF : Évelyne Dassas) : Jessica
- Dan Harrison (VF : Jean-Pierre Duclos) : Pedro
- Bruno Corazzari (VF : Claude Joseph) : le chef des gardes recruté par Pinkerton
- Vladimir Medar (VF : Jacques Monod) : John Shelley
- Eugene Walter (VF : René Bériard) : Benjamin Charleston dit « Velvet Fingers » (« Main de velours » en VF)
- Remo de Angelis : un homme du gang